# Pachycereeae
Pachycereeae es una tribu de cactus columnares de la subfamilia Cactoideae, originaria de Estados Unidos, América Central y México.

## Descripción
Pachycereeae se compone de plantas muy grandes, arbustivas, con ramas. El tallo es columnar, no segmentado y acanalado. Las flores son diurnas, de pequeñas a medianas y en crecen verticilos. Las areolas están compuestas de cerdas o pelos minúsculos. Los frutos, bayas, pueden ser dehiscentes o no dehiscentes.

## Géneros
- Acanthocereus (Engelm. ex A.Berger) Britton & Rose
- Bergerocactus Britton & Rose
- Carnegiea Britton & Rose
- Cephalocereus Pfeiff.
- Corryocactus Britton & Rose
- Dendrocereus
- Echinocereus Engelm.
- Escontria Rose
- Lemaireocereus Britton & Rose
- Leptocereus (A.Berger) Britton & Rose
- Lophocereus (A.Berger) Britton & Rose
- Myrtillocactus Console
- Neobuxbaumia Backeb.
- Pachycereus (A.Berger) Britton & Rose
- Peniocereus (A.Berger) Britton & Rose
- Polaskia Backeb.
- Pseudoacanthocereus F.Ritter
- Stenocereus (A.Berger) Riccob.

Híbridos
- × Myrtgerocactus Moran (Myrtillocactus × Bergerocactus)
- × Pacherocactus G.D.Rowley (Pachycereus × Bergerocactus)